# قرن مدوة (مودية)

تعديل مصدري - تعديل

قرن مدوة هي إحدى قرى عزلة مودية بمديرية مودية التابعة لمحافظة أبين، بلغ تعداد سكانها 245 نسمة حسب تعداد اليمن لعام 2004.